# Булгария (кораб)
„Булгария“ (на руски: Булгария, наименуван в чест на Волжка България), до 2010 г. „Украйна“, е руски пътнически речен параход, пуснат във вода през 1955 г.
На 10 юли 2011 г. „Булгария“ потъва в Куйбишевското водохранилище на р. Волга с 201 души на борда (пътници и екипаж), докато пътува от гр. Болгар, Татарстан към татарската столица Казан. При катастрофата загиват 122 души.

## История
Параходът е построен в корабостроителница в Комарно, Словакия, Чехословакия, и е пуснат в експлоатация през 1955 г. под името „Украйна“. Има 2 двигателя и 2 палуби. Неговата постоянна скорост е 20,5 km/h, а капацитетът му – 233 пътници (по-късно е намален след основен ремонт).
До 1962 г. принадлежи на Волжкото обединено речно параходство в гр. Горки (днес Нижни Новгород), а след 2010 г. е собственост на Камската корабна компания в гр. Чайковски, Пермски край, където получава името си „Булгария“ в чест на Волжка България (на руски: Волжская Булгария).
Последен арендатор е „Бриз“ ООД през 2010 г., който от своя страна го преотдава през юни 2011 г. под наем на „АргоРечТур“ ООД, Казан – дружество с лоша делова репутация, нерегистрирано в Единния регистър на туроператорите, което означава липса на право да организира превози.

### Потъване
На 9 юли 2011 г. дизел-електроходът „Булгария“ излиза от Казан в Болгар на 2-дневен круиз за уикенда по Куйбишевското водохранилище на р. Волга с крен (килване) на десния борд. На следващия ден 10 юли „Булгария“ се връща пак с крен и е настигнат от буря. Корабът потъва за няколко минути приблизително в 13:58 ч. московско време - няколко часа, след като потегля по курса. Корабокрушението става на 2560 метра от брега в Куйбишевското водохранилище на р. Волга, близо до с. Сюкеево.
При катастрофата на борда се намират 201 души – 79 от тях са спасени, а 122 загиват. Според следствието главна причина за трагедията е техническа неизправност. Сред жертвите има поне 50 деца. На 12 юли водолазите откриват телата на капитана Александър Островски и на неговата съпруга.
От оцелелите при корабокрушението 56 са пътници, а 23 са членове на екипажа. 76 от оцелелите са спасени от пътническия кораб „Арабела“, а останалите – от други кораби. Оцелял успява да доплува до брега. По време на инцидента „Булгария“ превозва 201 души, въпреки че максималният му позволен брой пътници след последното преустройство е 120-140 души (плюс екипаж).